# Ginés de Lillo
Ginés de Lillo y Gil (Murcia, 1566 - Arauco, 24 de enero de 1630) hijo del Comendador Ginés de Lillo y de Aldonza, visitador de tierras de la Corona española en el siglo XVII en la Capitanía General de Chile. Tatarabuelo de Mateo de Toro Zambrano

## Llega a Chile
Llegó a Chile con el séquito de Alonso de Ribera. Este lo nombró Capitán de caballos (no de infantería). el 15 de enero de 1603
Interrumpió su comisión para acompañar a Ribera a Tucumán y volvió a Chile con él en su segundo gobierno. El mismo Gobernador lo asciende a Sargento mayor el 8 de abril de 1612. y a Maestre de campo del Reino, el 1 de noviembre de 1615.

## Visitador de Tierras en Chile
La mensura de tierras realizada por Gines de Lillo tuvo como motivo principal la preocupación del gobernador Alonso de Ribera de radicar y proteger las tierras de los pueblos de Indios, y a la vez afianzar la política de reducción de los mapuches en los terrenos que aún conservaban en los pueblos de indios.

### Necesitan un visitador de tierras
Este cargo había sido creado en 1602 por el gobernador Alonso de Ribera con el objetivo de visitar y mensurar tanto las tierras de los españoles como de los indígenas. Se quería establecer los límites de las tierras en el Reino de Chile y reducir a pueblos a una gran cantidad de indígenas encomendados que se encontraban dispersos en el territorio. De esta manera a los mapuches se les impuso el trabajo obligado en el sistema de encomienda, y se les redujo a "Pueblos de Indios".

### Renuncian sus antecesores
Alonso de Ribera nombró como visitador de tierras del distrito de Santiago a Juan Morales de Negrete, quien renunció al cargo; lo reemplazó Melchor Jufré del Águila, que también lo dejó.

### Lo nombran Visitador
El Maestre de Campo español Ginés de Lillo fue nombrado en 1603 como visitador de tierras entre el pueblo de los Cauquenes hasta el pueblo de Choapa en el actual territorio de Chile.
Juró al cargo ante el Cabildo de Santiago, el 11 de agosto de 1603. en el niombramiento, Ribera delegó en Ginés de Lillo la plenitud de las facultades que había recibido del Rey, en lo tocante a la mensura de las tierras, reservando a los propietarios, la apelación ante el propio gobernador.
El 21 de agosto de 1603 Ginés de Lillo comienza su trabajo en la región de Ñuñoa, Apoquindo, Manquehue, Vitacura, Tobalaba, Peñalolén y nuevamente Ñuñoa. Luego prosigue su visita por las faldas de la cordillera hasta Maipo. Luego mensuró ambos lados del camino de Chile hacia Colina y Aconcagua, Lo Negrete, Renca y Huechuraba. En 1604 se dirigió a la región de Tango (ribera norte del río Maipo), Chiñigue, Pomaire, Melipilla, Valle de Puangue, Curacaví, Mallarauco e Ibacache dirigiéndose a Pudahuel, la estancia de la Compañía de Jesús. Midió después las chacras de Quilicura de don Bartolomé Blumenthal. Ese mismo año recorrió las estancias del valle de Acuyo (Casablanca) desde el cordón de la Cuesta de Zapata o Cordillera del Alamo hasta el mar, terminando en la estancia de Viña del Mar en el valle de Peuco o Penco. En 1605 visitó la región de Ocoa y nuevamente Quillota.
Este documento ha entregado importante información a los historiadores sobre los asentamientos indígenas, sus autoridades y sus topónimos en Chile central, el régimen de encomiendas y repartimientos de indios.

### El caso de Barbola de Oropesa
Bárbola de Oropesa, viuda de don Juan, cacique de Macul, quien en su testamento declara haber sido “agraviada” por la mensura y repartimiento de tierras que hiciera el Visitador General capitán Ginés de Lillo en 1603, pues se le asignaron menos tierras que las que, en derecho le pertenecían, por lo cual en sus disposiciones testamentarias establece que su heredera se haga cargo de las gestiones tendientes a reparar la injusticia y le suceda en el derecho que tiene a la totalidad de las tierras de su pertenencia.

### Hospital San Juan de Dios
En 1603, el Hospital del Socorro era gigantesco y partía desde el sur de La Cañada, entre las actuales San Francisco y Portugal, llegando por el sur hasta el Zanjón de la Aguada y fue mensurado por Ginés de Lillo para que se convirtiera en el Hospital San Juan de Dios, siendo Fray Gabriel de Molina, el monje a cargo de la Orden de Hermanos Hospitalarios de San Juan de Dios.

### Acompaña a Alonso de Ribera a Tucumán
En 1605 acompañó al Gobernador Alonso de Ribera a la provincia de Tucumán, donde había sido nombrado gobernador por el rey Felipe III.

## Herramientas que usaba en la mensura
En el trabajo ocupaba las herramientas y utensilios corrientes de la agrimensura europea del siglo XVI.
- La vara o soga de 25 pies.[2] que la ciudad de Santiago adoptó en 1545 alterando las medidas de Castilla.[2]
- El agujón o brújula de agrimensor.
- La regla de tres varas de largo, tres dedos de grueso y cuatro dedos de ancho.[2]
- La escuadra para formar ángulos.[2]
- Fogatas y humos para terrenos boscosos.

## Destino de sus cuadernillos
Las actas de sus mensuras corrieron por más de medio siglo en cuadernillos sueltos, que solían estar en poder de escribanos. En 1711, se ordenó que se recogieran "para que se enlegajen y encuadernen, y debidamente rotulados, fueran archivados. Sólo se logró reunir una parte, que la Municipalidad de Santiago entregó en 1925 junto con las antiguas actas del Cabildo. después de un laboorioso estudio paleográfico que duró más de seis años, por iniciativa de Ricardo Donoso, se inició la publicación de dos volúmenes que formarán los volúmenes XLVIII y XLIX de la colección Historiadores de Chile.

## Conclusiones sociológicas de sus mensuras
Los trabajos de Ginés de Lillo permitieron tener un registro acabado de la sociedad chilena del siglo XVII Se sabía por diversos documentos de la época que los pueblos del interior tenían pescadores en las caletas costeras llamados "pescadores de la costa".
Sólo en las mensuras de Ginés de Lillo se citan 3 casos en la cuenca del Maipo:
1. Los indios de Melipilla tienen pescadores en la Quebrada de Calbín junto a la laguna de Alonso de Córdoba.[18]
2. Los indios de Pico tienen pescadores en Paicoa y sacan oro en Temumu[19]
3. Los indios de Huechún tienen parientes o pescadores en Duca Duca[20]

El centro étnico de los Picones más eminente parece haber radicado en el pago de Pico, situado en las cercanías de Melipilla. Precisamente, setenta indígenas picones fueron encomendados al obispo Rodrigo González Marmolejo, por Pedro de Valdivia. Tuvo más tarde el disfrute de la encomienda, Antonio González Montero, sobrino del eclesiástico. En el siglo XVIII, existía en las cercanías de Pomaire, el pueblo de Pico, ubicado en la hacienda del mismo nombre, a unos 8 km al noroeste de Melipilla (33°37′31.28″S 71°16′16.19″O / -33.6253556, -71.2711639). Probablemente, Pico fue una cabecera de relieve, desde que un cacique con ese nombre aparecía entre las "cabezas" excelsas del Reino, en tiempos de Valdivia.
En otro orden, el mismo conquistador donó a Juan Bautista Pastene una encomienda, en 1550, en la que se incluyeron:

"Los caciques llamados Antequilica e Chumavo o Catalogna con todos sus indios... que tienen su tierra en la provincia de los picones e valle llamado de Poangui... con más las tierras e asiento que tienen los dichos caciques cerca del río Maipo, llamado Pico, para sembrar los años que son de sequía que por no tener agua el valle dicho de Poangue van allí a sembrar e lo tienen por suyo de tiempos pasados"
CDIHCh, la., XVIII: 445.

Las mensuras de Lillo tomaron por base los títulos otorgados a los indios por los gobernadores y el cabildo y el respeto de los terrenos reservados a los indios. En los casos en que las concesiones se excluían parcialmente, las concilió mediante avenimientos, que casi siempre, las partes aceptaron. Al deponer a los indios en la posesión de sus terrenos, tomó en cuenta su número, sus necesidades y la calidad de dichas tierras. Así, antes de proceder a la delimitación del Pueblo de Apoquindo, se informó del número de indios ausentes, presentes y de viudas, y cerciorándose de que había 37 indios presentes en dicho pueblo, y tres viudas les mensuró 427 cuadras, en las que había 3 hojas de tierra, para tres años de trigo, cebada, maíz y legumbres para la comunidad y cada indio presente o ausente cuenta a seis cuadras de tierra a dos cuadras para cada uno un año y el cacique doblado. Les facultó también para que tomen el agua de que tuvieran necesidad de cualquier acequia que pasare por sus tierras.